# Plaça de Sant Jaume

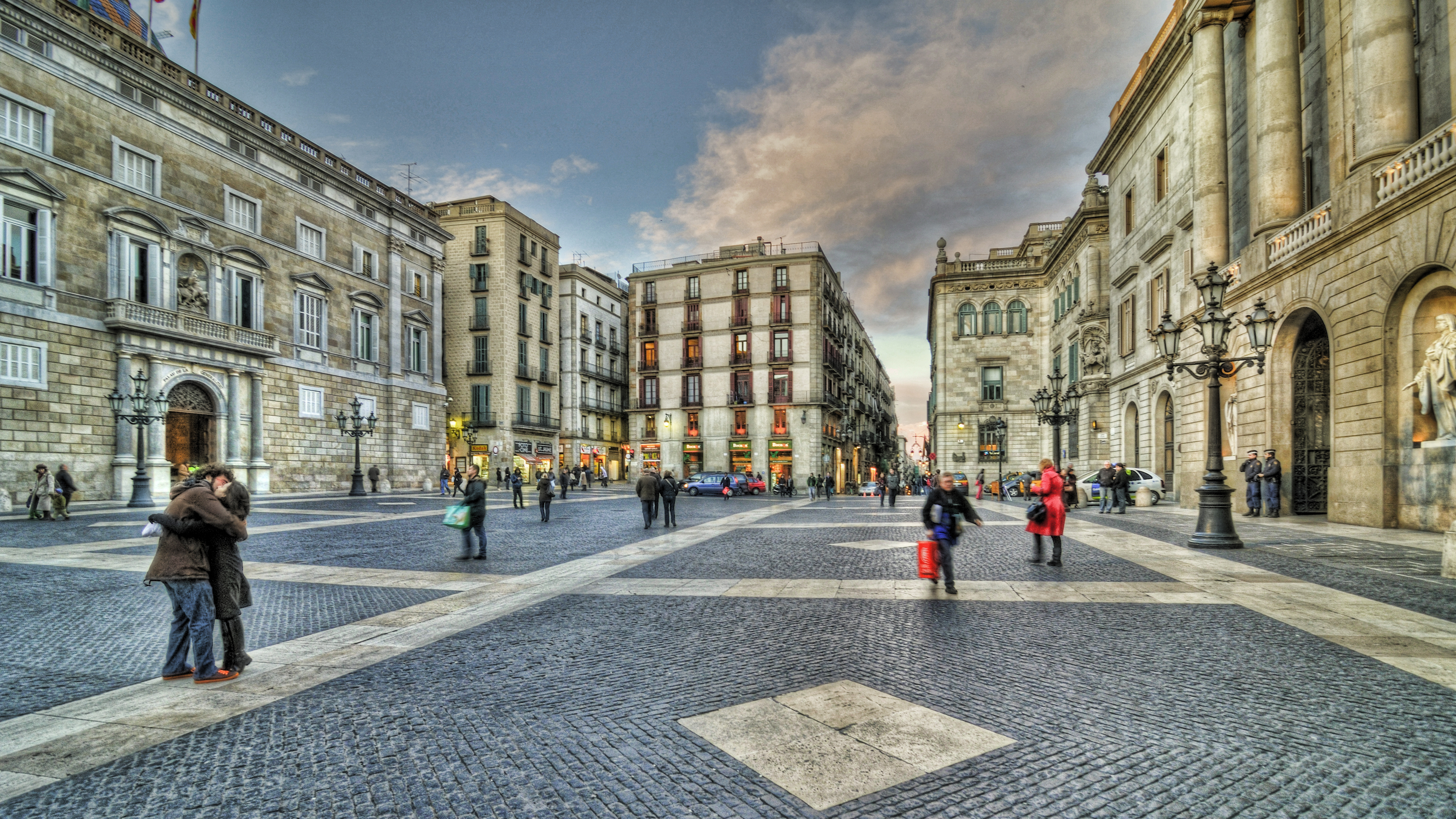
Plaça de Sant Jaume

Plaça de Sant Jaume is een plein en het bestuurlijke middelpunt van de Catalaanse hoofdstad Barcelona, in Spanje. Aan dit plein bevinden zich namelijk zowel de regionale regering, in het Palau de la Generalitat, als het stadhuis.
In de Romeinse nederzetting Barcino lag ongeveer op deze plaats het forum. Het plein in de huidige vorm is aangelegd in 1823, toen ook de Carrer de Ferran is aangelegd. In het verleden heeft het plein ook wel "Plaça de la Constitució" geheten, en tijdens de Tweede Spaanse Republiek heette het "Plaça de la República", maar in de volksmond heeft het altijd "Plaça de Sant Jaume" geheten.
Niet alleen is het plein het middelpunt van het bestuurlijke leven, en zodoende dus vaak ook het decor voor demonstraties, er worden ook de belangrijkste castelldagen georganiseerd. Met kerst staat er altijd een grote kerststal.